# Prodotti predittivi
I prodotti predittivi sono tutti quei prodotti o servizi c.d. "smart" (o "personalizzati") che hanno accesso ad Internet (come gli assistenti digitali) e attraverso l'estrazione di dati sono in grado di inoltrare in tempo reale informazioni sulle vite delle persone alle rispettive aziende produttrici. Essi vengono definiti "predittivi" in quanto consentono di prevedere comportamenti futuri della gente partendo dai dati estratti attraverso i dispositivi cibernetici dall'esperienze delle persone . L'espressione è stata utilizzata per la prima volta nel saggio Il capitalismo della sorveglianza di Shoshana Zuboff.

## Origine
La prima azienda in grado di fare previsioni sul futuro in generale e sul nostro comportamento è stata Google, la quale secondo Zuboff ha avuto un ruolo pionieristico nel capitalismo della sorveglianza sia in senso teorico che pratico. Nel 2001 i leader di Google, dovendo far fronte alla perdita di fiducia degli investitori a seguito del fallimento delle dotcom, tentarono di aumentare le proprie entrate pubblicitarie sfruttando il loro accesso esclusivo ai registri dei dati degli utenti (un tempo noti come "dati di scarto") e le proprie capacità analitiche per generare previsioni delle percentuali di clic degli utenti, utilizzate come un segnale della pertinenza di un annuncio. Il successo di questi nuovi meccanismi diventò visibile nel 2004, quando Google lanciò l'IPO, dichiarando che dal 2001 il proprio fatturato era aumentato del 3.590%.

## Implicazioni etiche
Se le aziende conoscono il nostro comportamento, possono adattare i prodotti o servizi offerti in base alle nostre esigenze, aumentando la qualità degli stessi, la comodità e, dunque, la soddisfazione del cliente. Tuttavia è molto probabile che le aziende non solo utilizzino i risultati dei dati e del nostro comportamento per aumentare i propri profitti (piuttosto che per renderci felici), ma che tentino di cambiare i nostri stessi comportamenti, affinché corrispondano alle esigenze soddisfatte dei loro prodotti o servizi.
Sebbene la modifica dei nostri comportamenti possa avere anche effetti positivi, come per esempio la riduzione del consumo di zucchero e del rischio d'infarto, secondo Zuboff i prodotti predittivi rappresentano a tutti gli effetti un esproprio, attraverso il quale la personalità, il comportamento e la privacy diventano merci negoziabili. Difatti aziende come Google e Facebook raccolgono i nostri dati non solo per uso personale, ma li vendono in un mercato quasi non regolamentato, vale a dire il mercato dei comportamenti futuri, senza che nessuno sappia dove e come questi dati vengano utilizzati. Di conseguenza ogni volta che usiamo uno dei preziosi servizi di queste aziende, anche un banalissimo motore di ricerca, accettiamo più o meno inconsapevolmente di cedere a terze parti la nostra esperienza sotto forma di dati, successivamente confezionati sotto forma di prodotti predittivi.

## Normativa
Sebbene attualmente non ci sia una vera e propria normativa per regolamentare specificamente i prodotti predittivi o il mercato dei comportamenti futuri, un primo passo normativo per impedire la commercializzazione dei dati personali è stato fatto con l'approvazione del Regolamento Generale sulla Protezione dei Dati(GDPR) nel maggio 2018. Difatti il GDPR impone vincoli, diritti, obblighi e la scelta volontaria dei consumatori riguardo ai dati personali e al loro utilizzo.